# Sturmfedersches Schloss
Das Sturmfedersche Schloss in der rheinland-pfälzischen Ortsgemeinde Dirmstein ist ein schlossartiges Herrenhaus aus der Barockzeit, das schon frühklassizistische Elemente aufweist. Das benachbarte Michelstor, dessen Abbildung als eines der Wahrzeichen des Ortes verwendet wird, befindet sich im erhaltenen südwestlichen Teilstück der zum Schloss gehörenden Mauer des Schlossplatzes. Die Anlage steht – wie die weiteren restaurierten Schlösser des Ortes, nämlich Koeth-Wanscheidsches, Quadtsches und Bischöfliches Schloss – unter Denkmalschutz.

## Geographische Lage

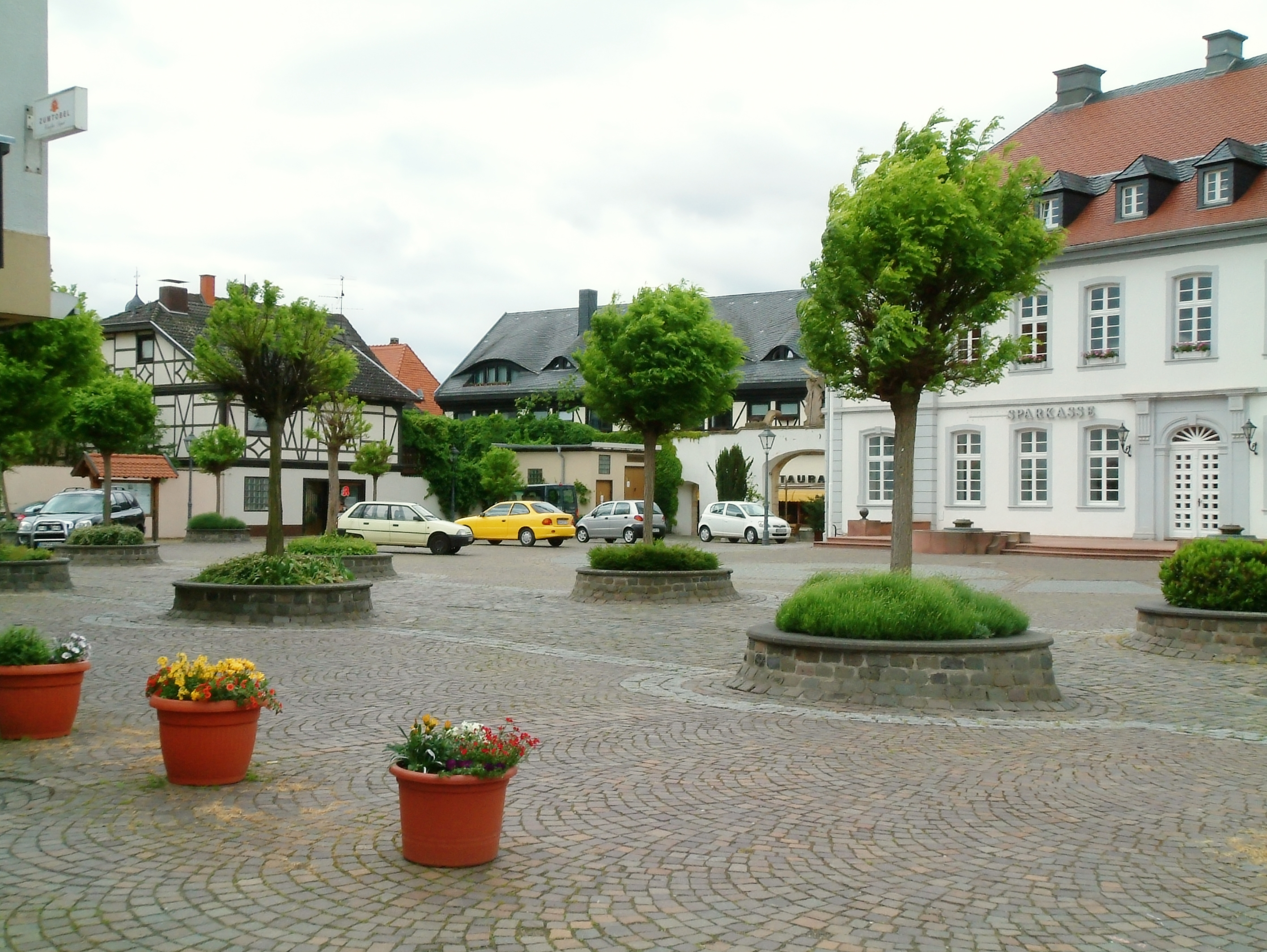
Schlossplatz in Richtung Südwest, rechts das Sturmfedersche Schloss

Das Sturmfedersche Schloss steht auf einer Höhe von 102 m ü. NHN an der Westseite des nach ihm benannten Schlossplatzes im historischen Ortskern des früheren Oberdorfs von Dirmstein.
Schloss und Michelstor trennen den Schlossplatz, der ursprünglich den Innenhof der Anlage darstellte und heute mit seinem bogenförmigen Pflaster die Funktion eines Markt- und Festplatzes hat, zur Marktstraße hin ab, die westlich des Schlosses von Nord nach Süd verläuft.
Zu den prominenten Gebäuden in der Nähe, die ebenfalls unter Denkmalschutz stehen, zählen die barocke Laurentiuskirche, der Spitalhof, das Haus Marktstraße 1, die St.-Michael-Apotheke, das Alte Rathaus, Franz Rothermels Haus und das Älteste Haus von Dirmstein.

## Baubeschreibung

### Gebäude
Das neunachsige, weiß verputzte Gebäude ist zweieinhalbstöckig und besteht aus zwei Vollgeschossen sowie einem Mansardgeschoss. Das Krüppelwalmdach besitzt beidseits je sieben Gauben. Der quaderförmige Bau erstreckt sich in Süd-Nord-Richtung mit der Hauptfassade nach Osten, während die rückwärtige Fassade nach Westen zeigt. Der dortige Zweiteingang an der Marktstraße besitzt eine relativ schmale Sandsteintreppe mit vier Stufen. Quer vor der Hauptfassade liegt eine zweistufige podestartige Freitreppe aus rotem Sandstein, die zu den Seiten hin zwei kleine Springbrunnen mit runden Schalen aus dem gleichen Material trägt.

### Michelstor und Mauer

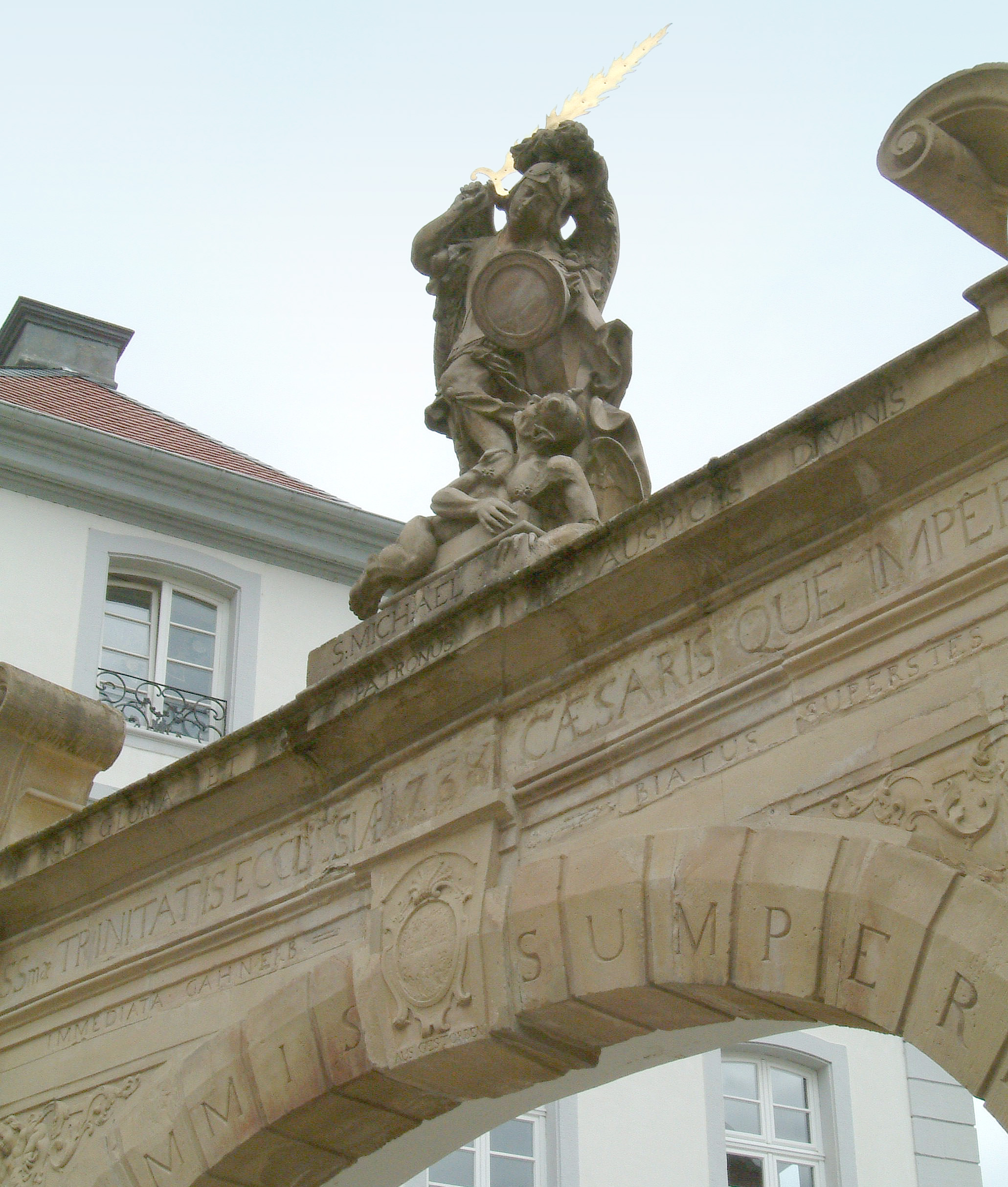
Michelstor vor der Südfront des Schlosses

Eine Mauer, die zum Schlossplatz, dem ehemaligen Innenhof, hin konkav zurückgenommen ist, verlängert die Westfassade des Schlosses nach Süden bis zur historischen St.-Michael-Apotheke. Die Mauer wird vom offenen Bogen des Michelstores durchbrochen, das von zwei schmalen, ebenfalls offenen Pforten flankiert wird.

## Baugeschichte

### Befestigte Hofanlage
Ein Vorgängerbau des Schlosses wurde im 13. Jahrhundert als befestigte Hofanlage mit Wehrtürmen durch einen Ritter aus der Familie Lerch von Dirmstein angelegt, bei dem es sich vom Bauzeitraum her um den Urahn Jacob des berühmten Ortsadeligen Caspar Lerch (IV.) gehandelt haben muss.
Letzterer und sein Vater Caspar Lerch (III.) sind auf dem sehr stark verwitterten Sturz eines Renaissanceportals verewigt, der an der Nordseite des Gebäudes eingemauert ist:
CASPAR LERCH DER DRITTE VND DOROTHEA ZV ELTZ EHELEVT

CASPAR LERCH DER VIRTE VND MARTHA BRENDELIN EHELEVT
Der Inhalt lässt auf eine Entstehung des nicht mehr existierenden Portals zwischen 1602, als der jüngere Caspar Lerch seine Frau Martha Brendel heiratete, und 1621 schließen, als er mit seiner Familie während des Dreißigjährigen Kriegs für 19 Jahre ins Exil gehen musste. Eine identische Inschrift findet sich auch am Nachfolgebau von Lerchs „Burg“, der heutigen „Fechtschule“.

### Erweiterungen, Um- und Neubau

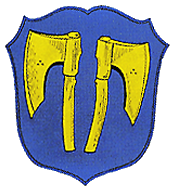
Wappen der Familie Sturmfeder von Oppenweiler

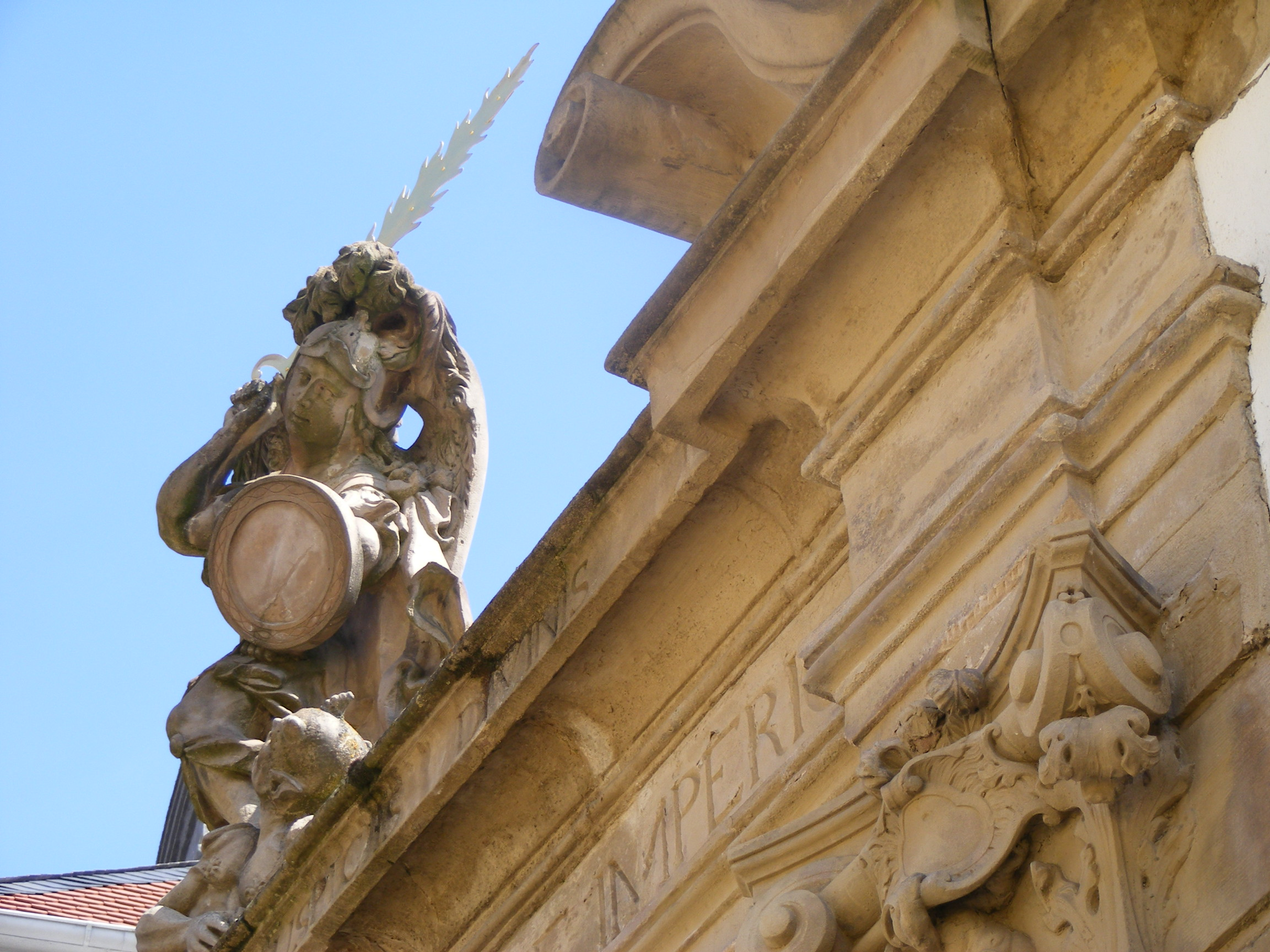
St. Michael mit dem Flammenschwert

Im Lauf der folgenden Jahrhunderte wurde die Anlage immer wieder modifiziert und mit Elementen der jeweiligen Stilepoche versehen. Ab 1736 erfuhr sie durch den Freiherrn Marsilius Franz Sturmfeder von Oppenweiler (1674–1744), einen Urenkel des jüngeren Caspar Lerch, größere bauliche Veränderungen. Sturmfeder, bekannt für seine Verschwendungssucht und seine Grobheit, eckte wegen seiner Herrsch- und Streitsucht nicht nur in Dirmstein, sondern vor allem auch im württembergischen Stammland seiner Familie an. Seinen legendären Hader mit der Obrigkeit ließ er 1738 auf dem neuen Michelstor in Form einer Skulptur als seinen angeblich siegreichen Kampf mit dem Teufel verewigen. Das vergoldete Flammenschwert des Erzengels steht dabei wohl auch als Allegorie für die „Sturmfeder“ genannte Ritterlanze; der von St. Michael besiegte Teufel soll nach zeitgenössischen Berichten das Gesicht des damaligen Bürgermeisters als Repräsentant der Kurfürsten Karl Philipp bzw. Karl Theodor tragen, die im Jahr 1742 aufeinander folgten. Über der von außen rechten Seitenpforte neben dem Tor ist zudem ein steinerner „Neidkopf“ eingelassen, der offenbar nicht angebracht wurde, um nach altem Brauch das Böse abzuwehren, sondern um Widersacher zu verspotten. Diese hatten unmittelbar vor der von Sturmfeder geplanten Toreinfahrt, aber auf Gemeindegrund, einen Quergraben gezogen, um die Torbenutzung zu behindern oder ganz unmöglich zu machen. Daraufhin hatte Sturmfeder Mauer und Tor in der Mitte bogenförmig auf sein eigenes Grundstück zurück versetzt.

Details am Michelstor
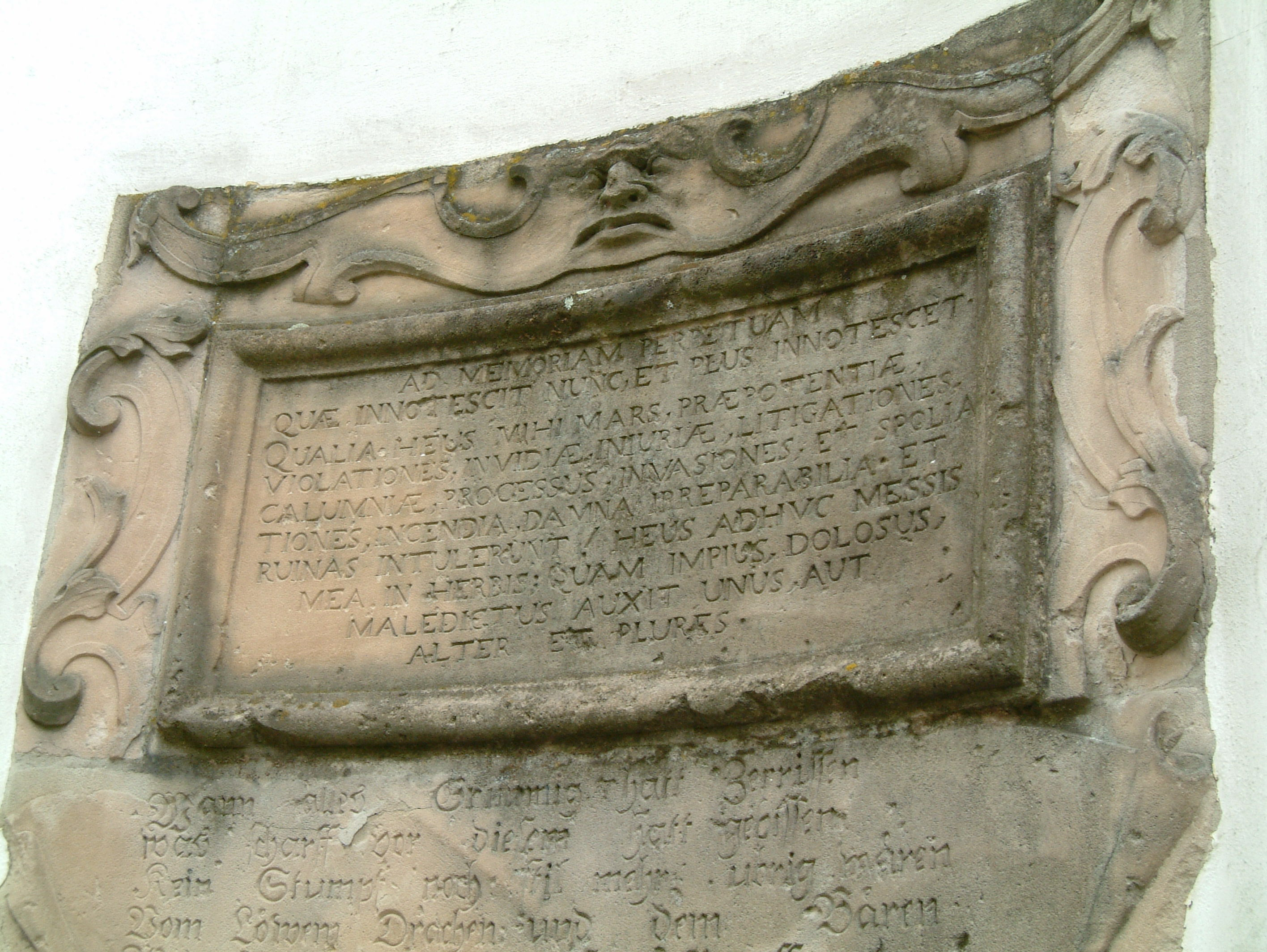
Inschrift links
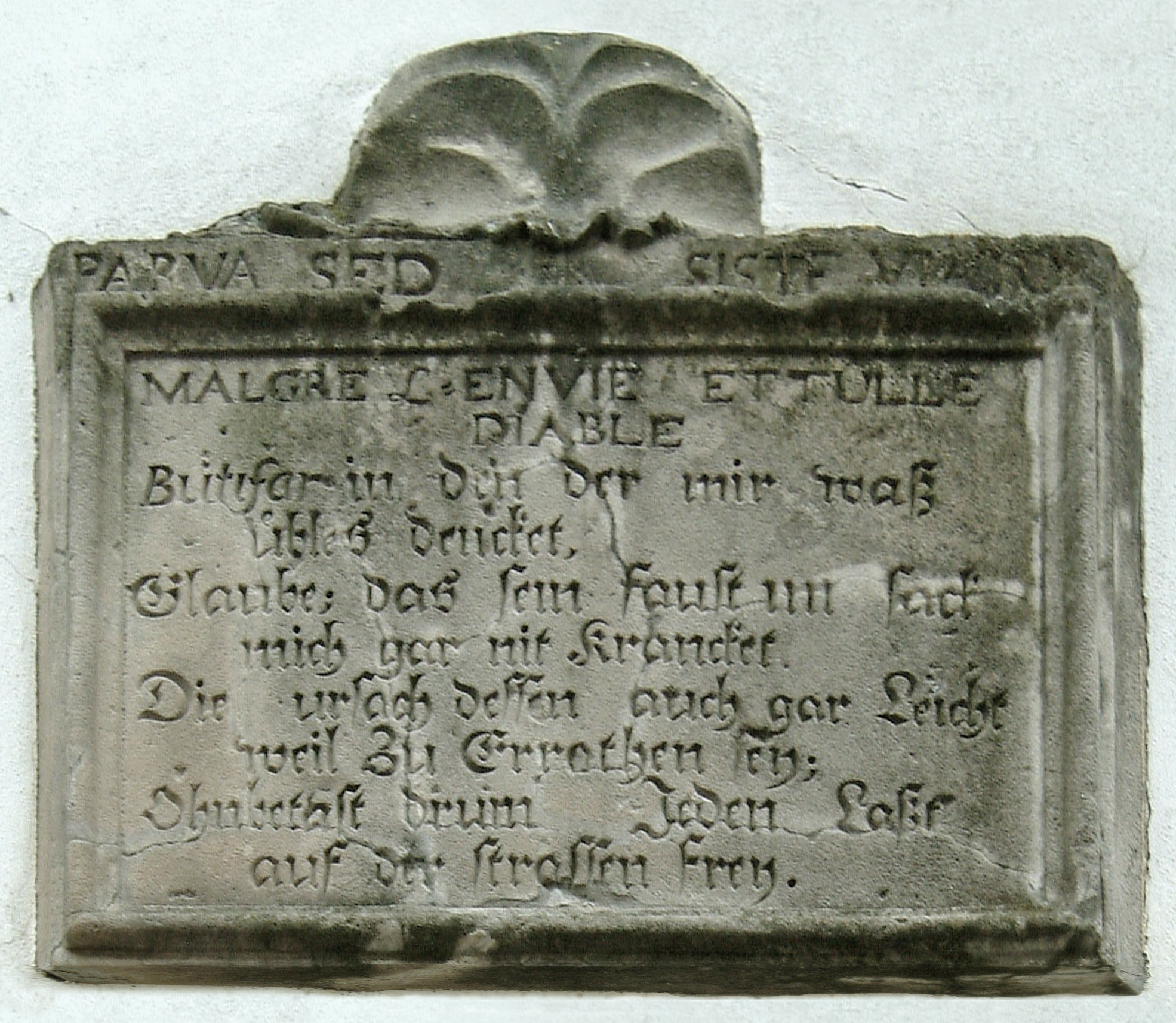
Inschrift über der Seitenpforte
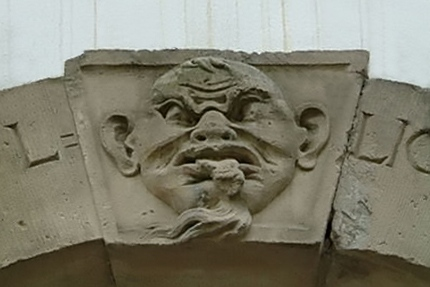
Neidkopf über der Seitenpforte
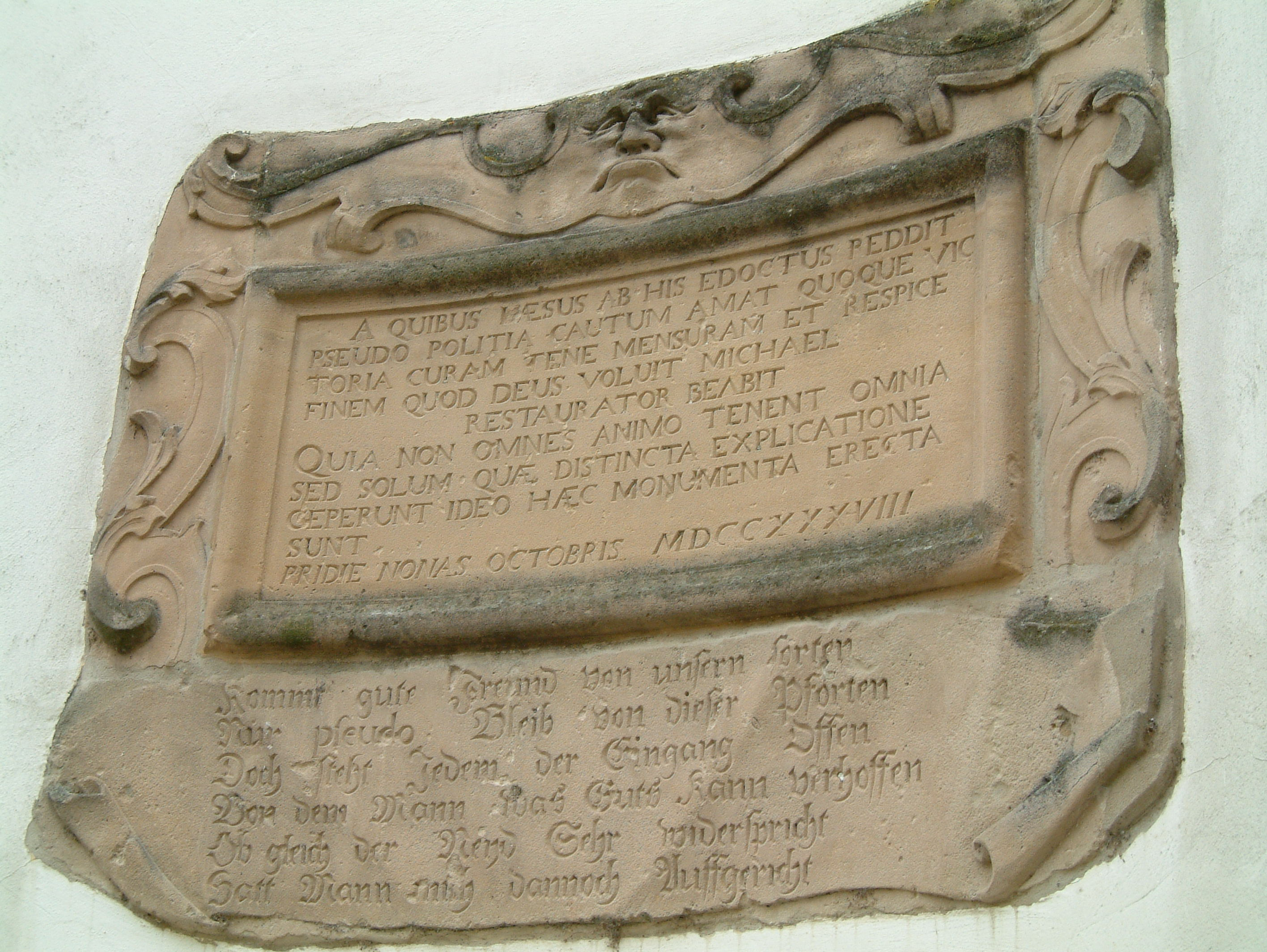
Inschrift rechts

Sturmfeder nutzte die Errichtung des Michelstores nicht nur zur Installation der Skulptur, er hielt auch durch die Einmeißelung zahlreicher Inschriften über dem Torbogen und zu dessen beiden Seiten Anschuldigungen und Anspielungen gegenüber nicht namentlich genannten Feinden auf Dauer fest. Auf die Zielpersonen der Inschriften kann heute nur noch indirekt geschlossen werden, sie dürften jedoch zur Zeit der Entstehung der Texte allen Eingeweihten bekannt gewesen sein.
Offenbar um 1770/80 erfolgte durch eine spätere Generation der Familie Sturmfeder der Umbau zu dem heutigen Schloss, wobei insbesondere ursprünglich aus Holz gefertigte Elemente durch Mauerwerk ersetzt wurden.

### Enteignung und Versteigerung

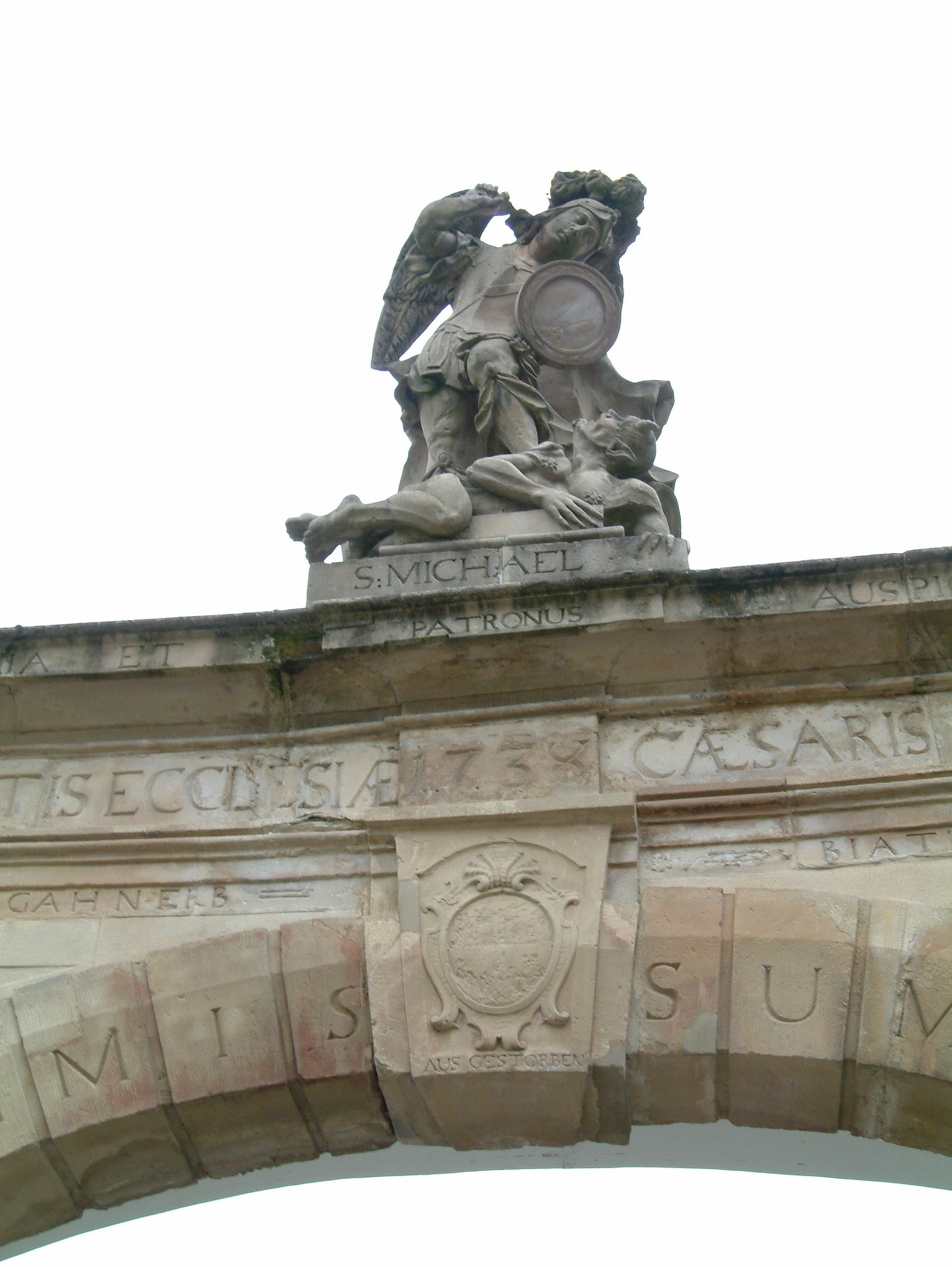
Bogen des Michelstors mit Schlussstein nach Entfernung des Wappens

Als gegen Ende des 18. Jahrhunderts die Französische Revolution auf die linksrheinischen Gebiete der Kurpfalz übergriff, wurde die Schlossanlage enteignet und versteigert. In dieser Zeit wurde über dem Torbogen das Sturmfedersche Familienwappen oberflächlich vom Schlussstein abgeschlagen und unterhalb der nun leeren Fläche eine – dilettantisch ausgeführte – Inschrift „AUSGESTORBEN“ eingemeißelt. Über die Versteigerung kam am 3. April 1809 Agnes Würtz, die Witwe des Mennoniten Christian Möllinger aus Monsheim, in den Besitz des Schlosses. Sie gab es an ihre Tochter Katharina weiter, die den Dirmsteiner Johann Janson geheiratet hatte. Von Jansons Nachfahren erwarb es 1970 die Ortsgemeinde.

### Neuzeit
Im 20. Jahrhundert wurden sämtliche Funktionsgebäude, die früher den Schlossplatz allseitig eingefasst und zum Innenhof gemacht hatten, abgetragen. Die von außen linke Pforte neben dem Michelstor gab es ursprünglich nicht; sie war eine nur angedeutete Scheinpforte. In Unkenntnis dieser Eigenschaft wurde sie für einen zugemauerten Durchgang gehalten und durchgebrochen, ohne dass die Denkmalschutzbehörde eingeschaltet wurde. Die Maßnahme geschah auf Initiative des Bürgermeisters Erich Otto, der von 1964 bis 1986 im Amt war und 1997 zum Ehrenbürger erklärt wurde. Die Arbeiten wurden obendrein recht unfachmännisch ausgeführt, so dass das Gefüge der Mauer beeinträchtigt wurde.

## Heutige Nutzung
Das Ende der 1980er Jahre restaurierte Schloss beherbergt außer der Gemeindeverwaltung, dem Ratssaal und dem Gemeindearchiv eine Bankfiliale, die Zweigstelle der Musikschule des Leiningerlands, eine Außenstelle der Volkshochschule und die Gemeindebücherei.
Der barocke Ratssaal im 1. Obergeschoss mit klassizistischen Stilmerkmalen, der nach dem Dirmsteiner Ehrenbürger Eux Stocke (1895–1992) benannt ist, wird über eine repräsentative Treppe erreicht. Er fasst voll bestuhlt etwa 100 Personen und wird nicht nur für Sitzungen von Gemeindegremien, sondern auch für kulturelle Veranstaltungen verwendet. Für Klavierkonzerte steht dort ein historischer Bechstein-Flügel zur Verfügung.
Eine ausgebaute Wohnung im Dachgeschoss ist vermietet.